# Solpuga brunnipes
Solpuga brunnipes es una especie de arácnido  del orden Solifugae de la familia Solpugidae.

## Distribución geográfica
Se distribuye por Etiopía y Argelia.